# Seconde bataille de Swat
Vous lisez un « article de qualité » labellisé en 2013.
Cette page se comprend mieux après la lecture de Insurrection islamiste au Pakistan.
Ne pas confondre avec Première bataille de Swat (2007)
Insurrection islamiste au Pakistan
Batailles
Bataille de Wana (2004) • Assaut de la Mosquée rouge (2007) • Première bataille de Swat (2007) • Bataille de Bajaur (2008) • Seconde bataille de Swat (2009) • Opération Rah-e-Nijat (2009) • Offensive d'Orakzai et de Kurram (2010 - 2011) • Opération Brekhna (2011) • Opération Zarb-e-Azb (2014)
Le nom de seconde bataille de Swat désigne au sens large les opérations militaires qui se sont déroulées du 26 avril au 15 juillet 2009 dans cinq districts de la province pakistanaise de Khyber Pakhtunkhwa, essentiellement dans le district ou vallée de Swat. Elles opposaient l'armée pakistanaise à des mouvements islamistes armés, dont le plus important était le Tehrik-e-Nifaz-e-Shariat-e-Mohammadi (TNSM), qui avait progressivement repris le contrôle du district de Swat depuis environ deux ans, et qui avait étendu son contrôle à d'autres régions environnantes. La zone de conflit correspondait à la division de Malakand, ancienne subdivision administrative qui englobait tous les districts dans lesquels les combats se sont déroulés.
L'offensive se déroula en deux étapes : l’opération Black Thunderstorm, lancée à partir du 26 avril 2009 dans plusieurs districts périphériques du district de Swat, d'abord dans le district du Bas-Dir et le district Buner puis dans ceux de Shangla et de Malakand. Ensuite, la sous-opération Rah-e-Rast se concentra dans le district de Swat, principal fief des insurgés. Les opérations auraient mobilisé 30 000 soldats dont la moitié dans la vallée de Swat, dans une région peuplée de plus de cinq millions d'habitants et auraient causé près de 2 000 morts et plus de trois millions de déplacés.
L'opération est considérée comme un tournant de l'insurrection islamiste au Pakistan, marquant un retournement de la stratégie d'Islamabad qui avait conclu à peine quelques mois auparavant un accord de paix avec le TNSM et qui établissait officiellement la charia dans la région. Face aux exactions commises par les islamistes et à la dégradation de la sécurité dans tout le pays, l'armée lança l'une des plus importantes batailles de ce conflit et remporta une victoire décisive.

## Contexte

### Extension de l’insurrection islamiste
Le conflit qui oppose l'armée pakistanaise à des mouvements islamistes armés, débute par la bataille de Wana le 16 mars 2004. Au cours des années suivantes, une série d'accords de paix sont signés avec plusieurs mouvements, malgré des résultats très mitigés puisque des combats réguliers se poursuivent et que les militants islamistes étendent leur influence. Les autorités entendent alors éviter une rébellion des tribus pachtounes de la région, traditionnellement hostiles au pouvoir fédéral. Les islamistes en profitent pour étendre progressivement leur influence, surtout dans les régions tribales frontalières avec l'Afghanistan, la proche province de Khyber Pakhtunkhwa et même jusque dans la capitale fédérale. Ainsi, l'assaut de la Mosquée rouge d'Islamabad occupée par des militants talibans armés, le 10 juillet 2007, relance brutalement le conflit pakistanais.
L'armée semble alors brutalement changer de stratégie face aux mouvements islamistes qui avaient fait partie de leurs alliés avant 2001, provoquant leur radicalisation. Le numéro 2 d'al-Qaïda, Ayman Al-Zaouahiri, appelle notamment les musulmans pakistanais à la vengeance et à la guerre sainte. En décembre 2007, une quarantaine de mouvements armés s’agrègent au sein du nouveau Tehrik-e-Taliban Pakistan (TTP), qui devient le principal groupe opposé aux autorités pakistanaises.

### Opérations militaires de 2007-2008

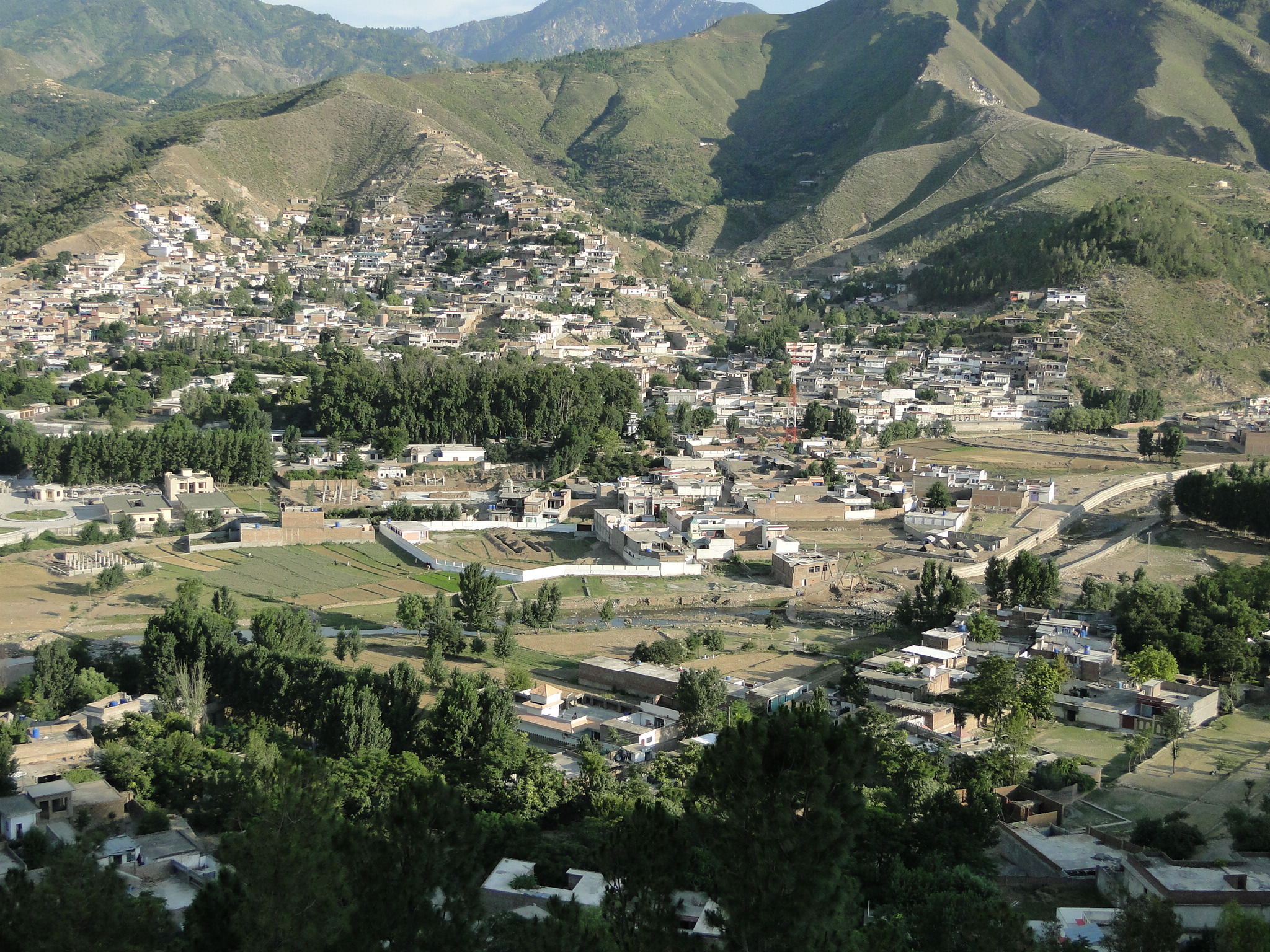
Saidu Sharif, capitale administrative du district de Swat.

À la suite de l'assaut de la Mosquée rouge de juillet 2007, les combats et les attentats-suicides se multiplient dans tout le pays, et pour la première fois l'armée et les services secrets sont directement visés par ceux qu'ils ont financés, armés et formés dans le cadre de la guerre civile afghane, avant les attentats du 11 septembre 2001 aux États-Unis. Une partie de la mouvance talibane s’unit alors dans le but affiché de renverser le gouvernement pakistanais, désormais considéré comme hérétique et allié des États-Unis. Ainsi, des attentats spectaculaires frappent, le 21 août 2008, des usines de production militaire à Wah faisant 70 morts et, le 20 septembre 2008, l’hôtel Marriott d'Islamabad est visé par une bombe qui tue 54 personnes.
En réaction, l'armée pakistanaise lance le 25 octobre 2007 une première opération militaire (baptisée Rah-e-Haq) dans le district de Swat pour le reprendre aux divers groupes qui l'occupent, dont le plus important est le Tehrik-e-Nifaz-e-Shariat-e-Mohammadi (TNSM) allié au TTP. Les 3 000 soldats mobilisés parviennent à reprendre les principales villes et les routes stratégiques en deux mois. Alors que l'armée peine à stabiliser la région, un accord de cessez-le-feu est conclu avec le TNSM en mai 2008 par le nouveau gouvernement issu des élections législatives de février 2008. Toutefois, en juillet 2008 et janvier 2009, l'armée est contrainte de renouveler deux opérations militaires d'envergure afin de maintenir ses acquis et de sécuriser la région alors que les forces aériennes commencent à intervenir de façon plus intensive. Dans le même temps, l'armée lance l'opération Sherdil dans l'agence de Bajaur le 7 août 2008, une subdivision des régions tribales frontalière avec l'Afghanistan, une région importante pour le mouvement TNSM.

### Accords de paix contre-productifs

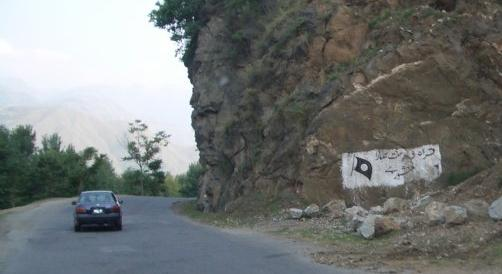
Slogan du TNSM en 2007 dans le district de Swat, près de Matta, fief du TNSM. Il est écrit « le Coran et la Sunna sont notre loi ».

Malgré les opérations militaires, le pouvoir politique semble hésiter sur la stratégie à adopter alors que les moyens militaires déployés sont incapables de rétablir la sécurité et de reprendre le contrôle total de la région (trois quarts de la zone seraient sous contrôle islamiste fin 2008). Les militants islamistes, selon leur interprétation de la charia, imposent la barbe pour les hommes, la prohibition de la musique et des films ainsi que l'interdiction pour les femmes et filles de sortir du domicile familial sans être accompagnées par un homme de leur famille. Des opposants à certaines règles sont notamment décapités, et à Mingora, les corps reposent sur la place principale afin d'être visibles de tous. Les écoles pour filles sont interdites et les fonctionnaires du gouvernement pourchassés ou tués, principalement des policiers, des enseignants et des médecins, ainsi que des journalistes. C'est dans ce contexte que Haji Adeel, vice-président du Parti national Awami au Sénat, élu de la région et partenaire de coalition du gouvernement, déclare  que « Swat est une partie du Pakistan mais aucun gouverneur, ministre ou premier ministre ne peut s'y aventurer ».
À partir de 2008, des négociations débutent et le fondateur du TNSM, Soofi Mohammed, est libéré le 21 avril après environ six années passées en prison. Cependant, c'est Maulana Fazlullah, son beau-frère, qui contrôle alors le mouvement. Un premier cessez-le-feu est conclu en mai 2008 avec ce dernier, mais les combats reprennent dès le mois de juillet. En février et avril 2009, le gouvernement négocie puis conclut un accord appelé « Nizam-e-Adl » avec le TNSM qui échange d'un côté un cessez-le-feu et la réouverture des écoles pour filles contre l'établissement officiel de la charia dans la « division de Malakand » qui comprend le district de Swat ainsi que l'établissement de tribunaux pour son application.

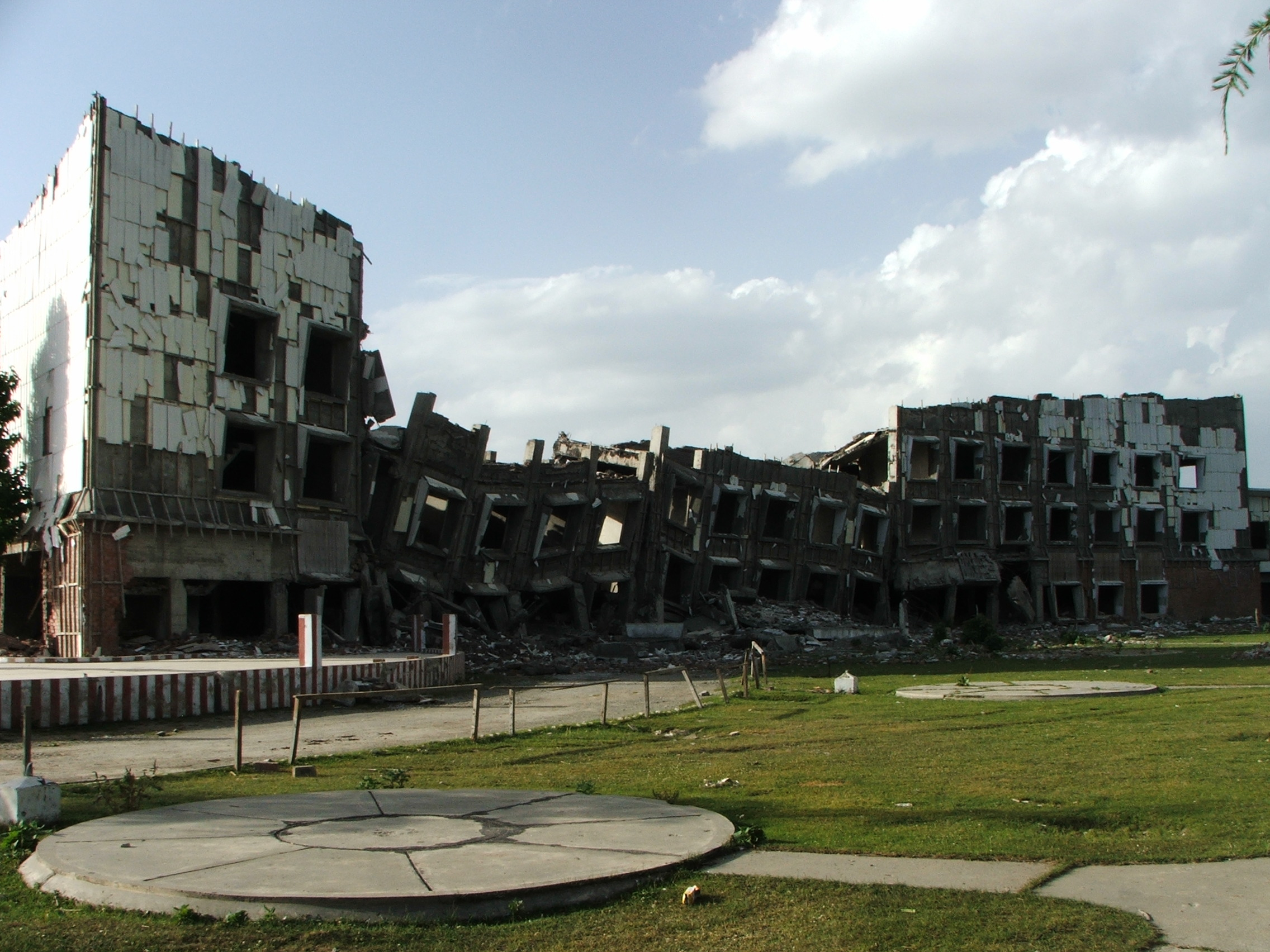
Hôtel de la station de ski Malam Jabba détruit par les insurgés.

Rapidement, les deux parties s'accusent de ne pas appliquer les dispositions de leur accord. Soofi Mohammed le dénonce le 9 avril 2009, critiquant une mauvaise application de la mise en place des juridictions islamiques. Le mouvement reprend la lutte et étend son influence dans la région. Il déclare aussi la Constitution et la démocratie incompatibles avec l'islam. Après avoir pris le contrôle des grandes villes, dont Mingora, la plus peuplée de la région, il s'empare des districts Shangla et Bas-Dir. Le 23 avril 2009, les combats atteignant le district de Buner, il se rapproche jusqu'à moins de 100 kilomètres de la capitale fédérale Islamabad. Cet évènement est perçu comme un choc au Pakistan ainsi qu'au niveau international. Les autorités poursuivent pourtant leurs négociations et un porte-parole du TNSM annonce peu après que les combattants se retirent de Buner. Le 25 avril, les autorités annoncent que les insurgés se sont complètement retirés alors que seulement 300 soldats sont présents dans le district de Buner. Le 27 avril, les autorités accusent les insurgés de poursuivre leur implantation dans la région et réagissent les jours suivants en annonçant une vaste contre-offensive inédite par son ampleur depuis le début du conflit en 2004.

## Déroulement des opérations

### OpérationBlack Thunderstorm: reprise de la périphérie
L'armée engage quelque 30 000 soldats dans les opérations, dont la moitié pour le seul district de Swat. Ils combattent des insurgés islamistes estimés à environ 5 000 hommes. La stratégie consiste à d'abord reprendre les régions périphériques à la vallée de Swat avant d'encercler progressivement les insurgés dans leurs principaux fiefs, dans le but d'éviter toute fuite en coupant les routes.
L'armée s'engage d'abord contre les insurgés islamistes dans les régions qu'ils ont prises quelques jours auparavant et dans lesquelles ils ont coupé l'accès des autorités aux routes. Elle commence à mener une offensive terrestre appuyée par des hélicoptères d'attaque le 26 avril dans le district du Bas-Dir, faisant plus de 50 morts et 55 000 déplacés en deux jours,.
À partir du 29 avril, l'armée commence à frapper les positions des talibans dans le district de Buner, arrivés dans cette zone quelques jours auparavant. Leurs forces sont alors estimées à 500 hommes. Le lendemain, les forces spéciales de l'armée (le Special Service Group), appuyées d'hélicoptères, reprennent la capitale du district, Daggar, après que des parachutistes de la 50e division aéroportée ont sauté sur la ville vers une heure du matin depuis les C-130 de la force aérienne pakistanaise. Du 28 avril au 4 mai, l'armée revendique avoir tué près de 100 combattants et libéré 18 policiers captifs. Elle met plusieurs semaines à parfaire son contrôle dans ce district bien que les insurgés auraient fui la zone depuis le 5 mai.
Le 3 mai, l'armée s'engage contre les islamistes dans le district de Shangla, petit district à l'est du district de Swat. Le 7 mai, elle annonce que le district du Bas-Dir est « nettoyé » des talibans, puis que le district de Buner l'est aussi le 21 mai.

### Bataille de Swat: attaque du cœur de l’insurrection

#### Début des opérations
« Le gouvernement a décidé d'agir afin de restaurer l'honneur et la dignité de notre pays. Pour protéger notre peuple, nous avons demandé aux forces armées d'éliminer les militants terroristes. (...) Le gouvernement a décidé qu'il ne pliera pas devant les extrémistes et les terroristes mais qu'il les forcera à déposer les armes. »

— Le Premier ministre Youssouf Raza Gilani, dans un discours à la nation, le 6 mai 2009.

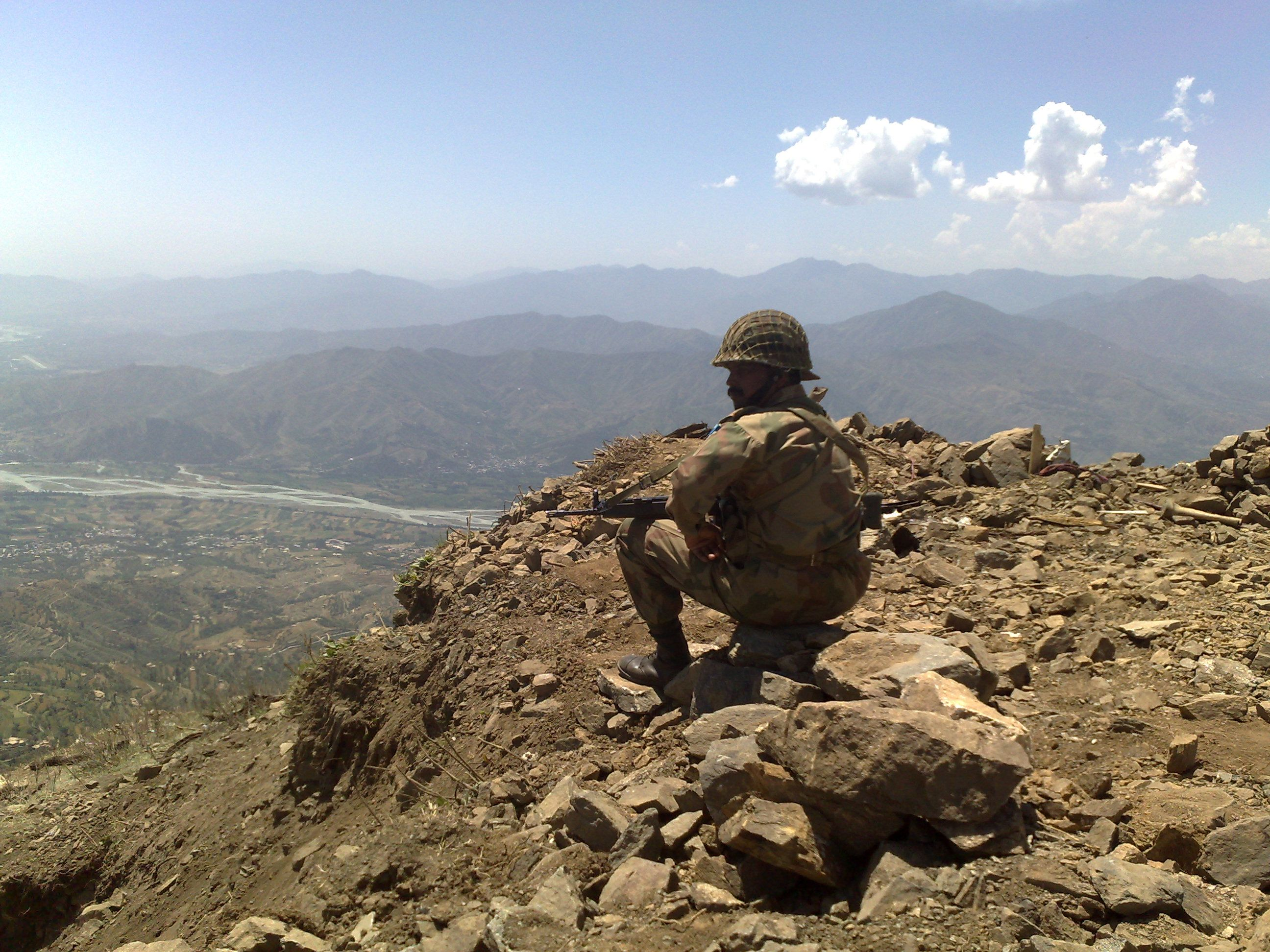
Un soldat sur le point culminant de la vallée (Baine Baba Ziarat), repris le 12 mai 2009.

À partir du 8 mai, l'armée étend ses opérations au district de Swat où les insurgés sont bien implantés. Cette vaste « sous-opération » est appelée « opération Rah-e-Rast ». Tandis que l'armée continue les combats dans le district de Buner, elle avance lentement vers Mingora, plus importante ville de la vallée de Swat, peuplée de 300 000 habitants. Le 10 mai, des combats éclairs sont menés avec des hélicoptères de combat et des troupes au sol parachutées dans le district de Shangla contre des camps d’entrainement : 150 insurgés sont tués contre seulement deux soldats, selon l'armée. Le 12 mai, des hélicoptères de l'armée commencent à bombarder le nord du district de Swat. Dans le même temps, les troupes de l'armée pakistanaise remontent le district de Swat du sud vers le nord, et de nombreux talibans se réfugient dans la ville de Mingora, située dans le sud. L'armée commence alors à encercler la ville pendant que les talibans se préparent à de violents combats urbains : des tranchées et des mines auraient notamment été mises en place.
Le 17 mai, les troupes aéroportées se déploient autour de Peochar (à 65 kilomètres au nord-ouest de Mingora) et découvrent de vastes caches d'armes et de munitions ainsi que des ateliers de production de bombes et des centres d'entrainement. L'armée encercle alors les insurgés de Swat grâce à quatre fronts différents dans le but de prévenir toute fuite, puis se rapproche de Matta et de Mingora dans le centre du district de Swat, l'un des principaux fiefs des islamistes. Puis, elle engage les insurgés dans les villes de Kanju et Matta, à quelques kilomètres de Mingora. Le 23 mai, elle annonce avoir sécurisé ces deux villes et repris le contrôle d'un pont stratégique dans la région.

#### Bataille pour Mingora

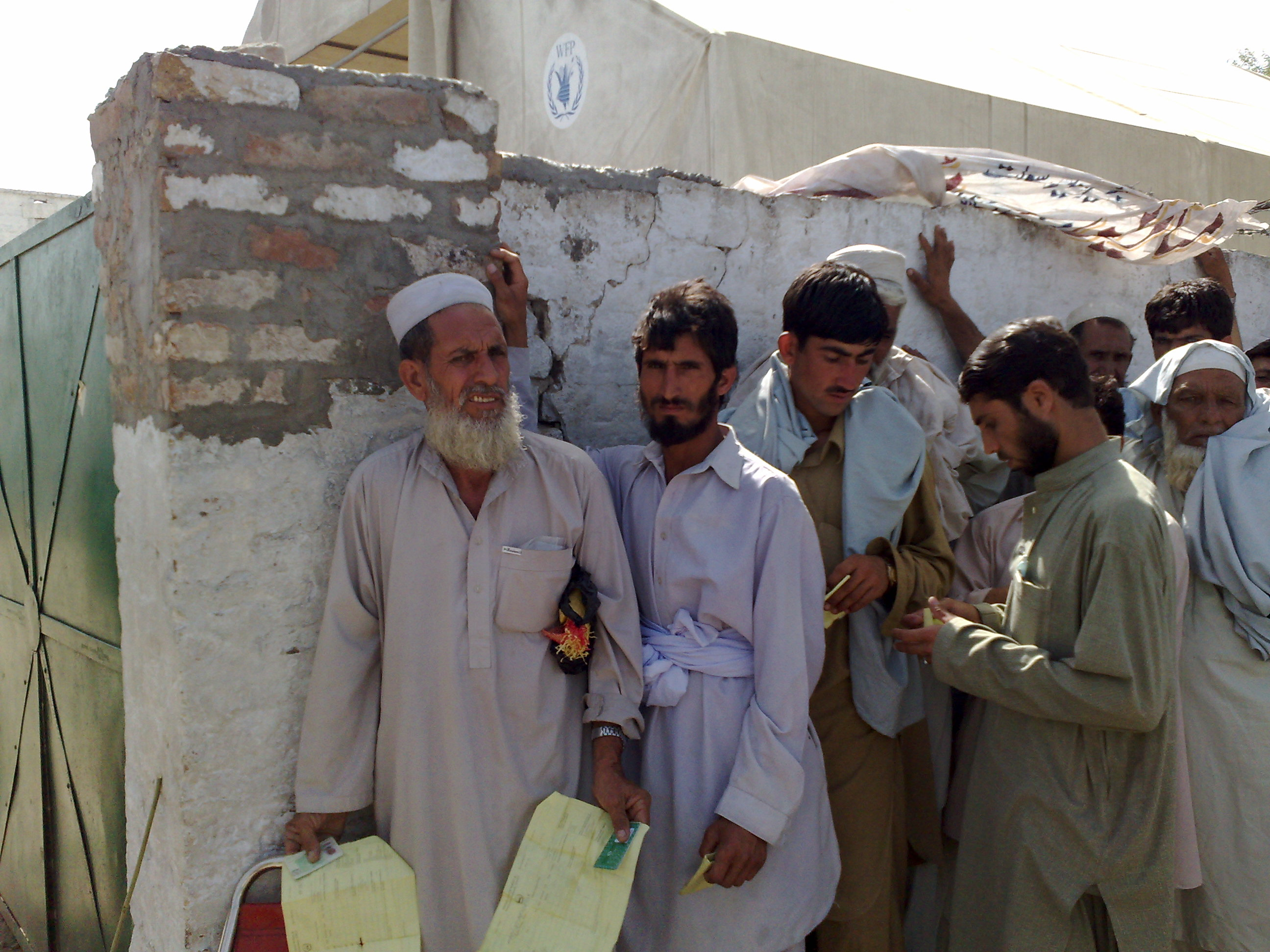
Déplacés faisant la queue pour chercher des aides alimentaires à Swabi.

Le 23 mai, l'armée engage les militants islamistes à Mingora, qui est aux mains des talibans depuis mars 2009. La bataille se transforme alors en violents combats de rue, les insurgés étant solidement retranchés dans la ville et surtout dans les bâtiments publics, au centre-ville. Les militaires avancent alors très lentement dans la ville, en grande partie désertée de sa population civile (plus de 90 % de la population a fui). Dès le premier jour des combats, les islamistes se concentrent dans le centre de la ville, ce qui donne lieu à des combats au corps à corps. L'armée reprend le contrôle des bâtiments et décide d'agir avec précaution, craignant des victimes collatérales alors que 10 000 à 20 000 civils sont toujours présents dans la ville. Selon les militaires, ils auraient été forcés à rester dans le but de servir de « boucliers humains ».
Le 26 mai, après quatre jours de combats, l'armée déclare avoir repris 70 % de la ville, dont l'aéroport. Le 27 mai, elle renforce ses positions dans le nord du district, prenant le contrôle de deux villes stratégiques.
Le 30 mai 2009, l'armée pakistanaise affirme avoir repris le contrôle de Mingora après sept jours d'intenses combats. La population civile a en grande partie quitté la ville, comme une majeure partie de la vallée. 286 insurgés sont tués dans la prise de la ville selon l'armée, cette dernière présente alors cette victoire comme « décisive dans l'offensive contre les talibans ». Toutefois, de nombreux militants ont fui ou se sont fondus dans la population civile. Dès le 1er juin, la situation est calme dans la ville.

#### Poursuites des combats

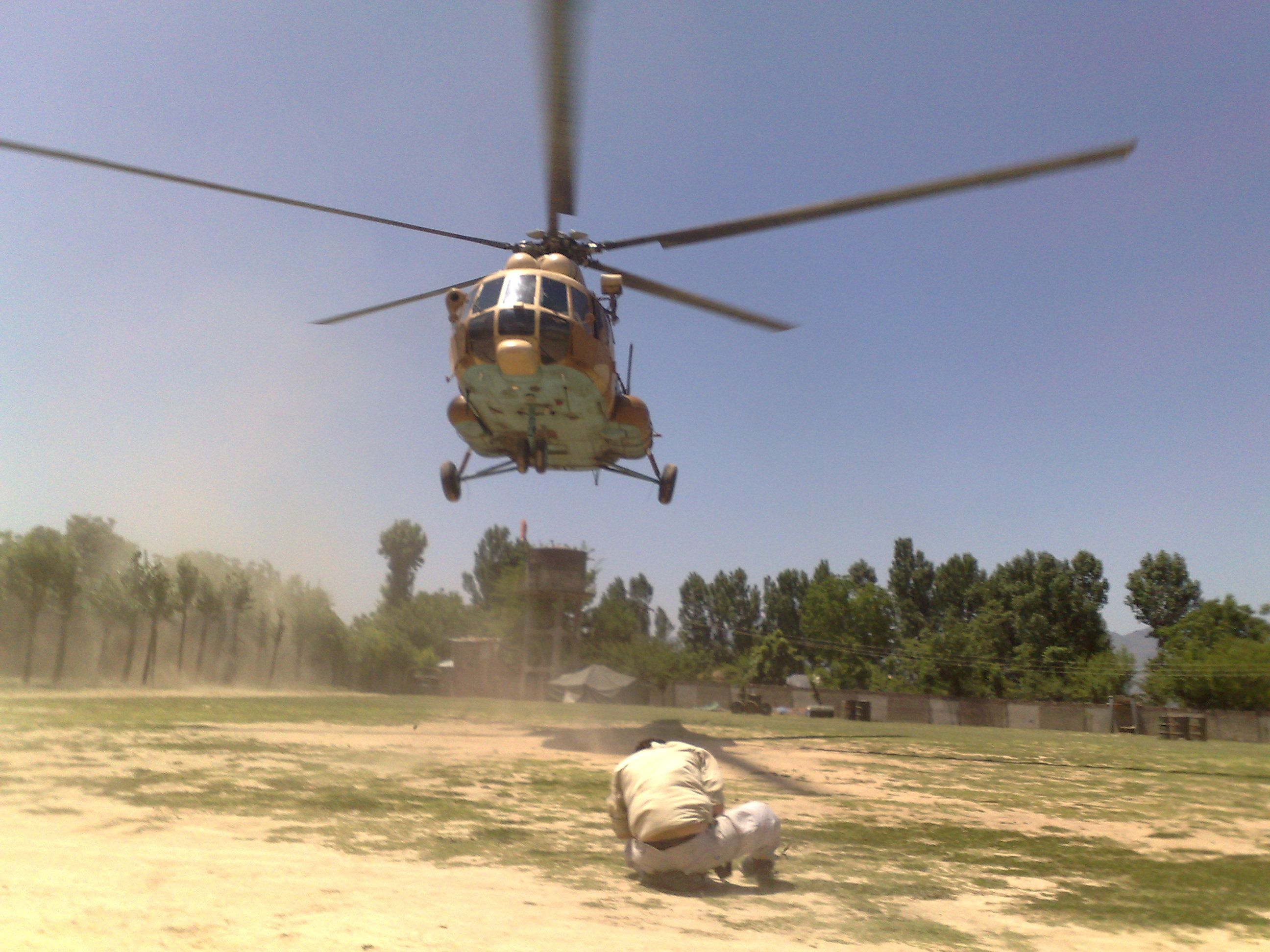
Un Mil Mi-8 atterrit près de Baine Baba Ziaratle, le point culminant de la vallée.

Bien que l'armée ait repris une grande partie du district de Swat et du district de Shangla, les combats continuent durant le mois de juin. Soofi Mohammed, fondateur du TNSM, aurait été arrêté le 4 juin, mais sa capture n'est officiellement annoncée que le 26 juillet. Le 5 juin, un attentat dans une mosquée tue 38 civils dans le district du Haut-Dir, et plusieurs tribus décident la formation d'une milice anti-talibane. Formée d'environ 1 000 hommes, cette dernière lance une contre-offensive contre les talibans, en tuant plusieurs et détruisant les maisons suspectées leur appartenir.
En juin 2009, le gouvernement annonce que le complexe du militant islamiste Maulana Fazlullah et quartier-général du TNSM a été bombardé et entièrement détruit. Construit en 2004, celui-ci a contenu des logements, une mosquée, un tribunal, une prison et a servi de centre de commandes aux insurgés. Les derniers combats les plus importants ont lieu le 12 juin : la capture de la ville de Chuprial fait 50 morts, 40 insurgés et 10 soldats. L'offensive prend officiellement fin le 14 juin, l'armée annonçant désormais contrôler les quatre districts de Swat, Buner, Shangla et Bas-Dir. Des poches de résistance subsistent, surtout dans le district de Swat et les combats continuent durant environ un mois. Les 22 et 23 juin, l'armée prend le contrôle de deux poches de résistance dans le nord du district.
Malgré la victoire de l'armée, les lourdes pertes infligées aux insurgés et la capture de nombreux commandants, Maulana Fazlullah reste introuvable, principal échec de l'offensive.

## Soutiens et réticences
Cette opération militaire représente un tournant important de l'insurrection islamiste au Pakistan : depuis l'assaut de la Mosquée rouge de 2007, l'armée semble disposée à mener des opérations militaires d'envergure, mais celles-ci ont cependant engagé des moyens limités et échoué à reprendre durablement les régions occupées par les islamistes. De plus, le gouvernement civil tente à plusieurs reprises des négociations de paix et des concessions. Cette contre-offensive du printemps 2009 semble être issue d'une entente entre le pouvoir civil et le pouvoir militaire pour une solution militaire.
Les principaux partis politiques et les membres de la coalition gouvernementale soutiennent cette position, dont le Parti national Awami, qui est arrivé en tête dans les régions concernées par l'offensive lors des élections législatives de février 2008 et le principal parti d'opposition, la Ligue musulmane du Pakistan (N). En revanche, plusieurs partis politiques expriment leur réticence face à la solution armée : il s'agit des partis islamistes Jamaat-e-Islami et Jamiat Ulema-e-Islam et du parti nationaliste Mouvement du Pakistan pour la justice qui ne s'opposent pas directement à ces opérations. Le gouvernement recherche un consensus parmi la classe politique, d'une part par la conférence des partis (All Partis Conference, représentant 43 partis politiques et religieux), puis par la commission de défense de l'Assemblée nationale, composée d'autant de membres de la majorité que de membres de l'opposition, qui approuvent unanimement l'offensive.

## Bilan

### Bilan humain et crise des réfugiés

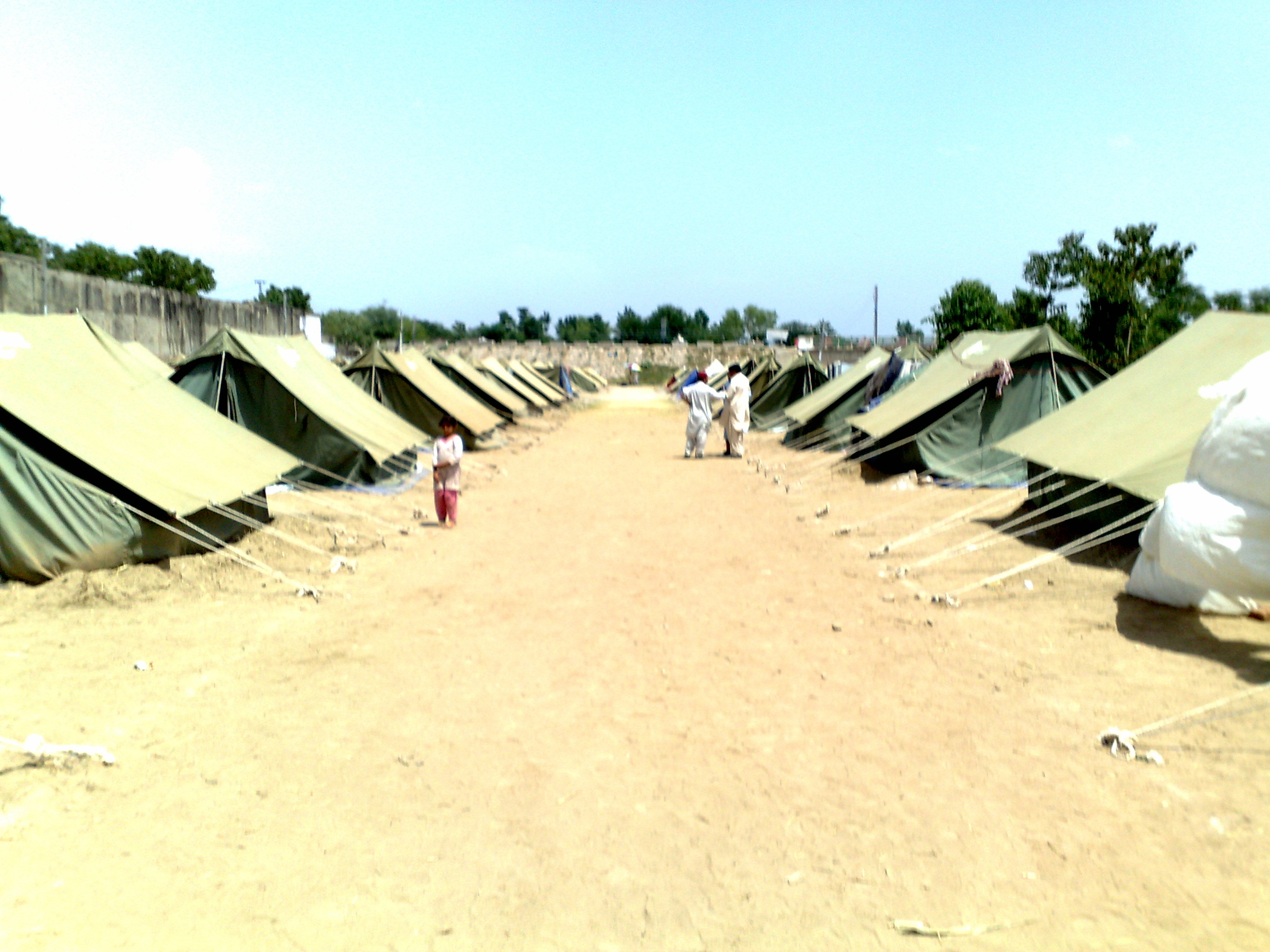
Un camp de réfugiés dans le district de Swabi.

Ces opérations militaires auraient tué 1 635 insurgés contre 168 soldats de l'armée tués et 454 blessés au 30 juin 2009. On compte aussi 254 insurgés capturés, dont plusieurs commandants,. Près de 95 soldats ont aussi été capturés, dont 18 libérés plus tard. Ces chiffres sont ceux communiqués par l'armée pakistanaise, qui n'a par ailleurs pas déterminé le nombre de civils morts. Aucune source indépendante n'a donc pu établir d'autres bilans. De plus, le nombre de victimes civiles n'a pas été déterminé, mais il est largement établi que ceux-ci ont beaucoup souffert des combats. Beaucoup d'entre eux, gravement blessés ou mutilés, ont été traités dans des hôpitaux avoisinants, notamment à Peshawar. Selon l'armée, les talibans se sont servis des civils comme « boucliers humains » ce qui expliquerait que certains ait été tués dans les bombardements.
L'offensive a déplacé près de 3,4 millions de personnes, dont 2,8 dans la « division de Malakand » et dont 2,2 dans le seul district de Swat. Les ONG internationales et les organisations caritatives islamiques ont mis en place des camps de réfugiés dans les régions alentour et ont pris en charge l'alimentation et des soins. Parmi les plus actifs, on trouve notamment le parti politique Jamaat-e-Islami. Toutefois, la grande majorité des déplacés ont trouvé refuge dans leur famille, chez des amis ou ont été accueillis par des inconnus grâce à l'hospitalité qui imprègne la culture pachtoune. Les réfugiés commencent à rentrer à partir de mi-juillet, et le 22 août, 1,6 des 2,2 millions auraient regagné leur domicile, selon les estimations de l'ONU. Un an après le début des opérations, en mai 2010, de 93 à 96 % des réfugiés sont retournés chez eux.

### Bilan matériel

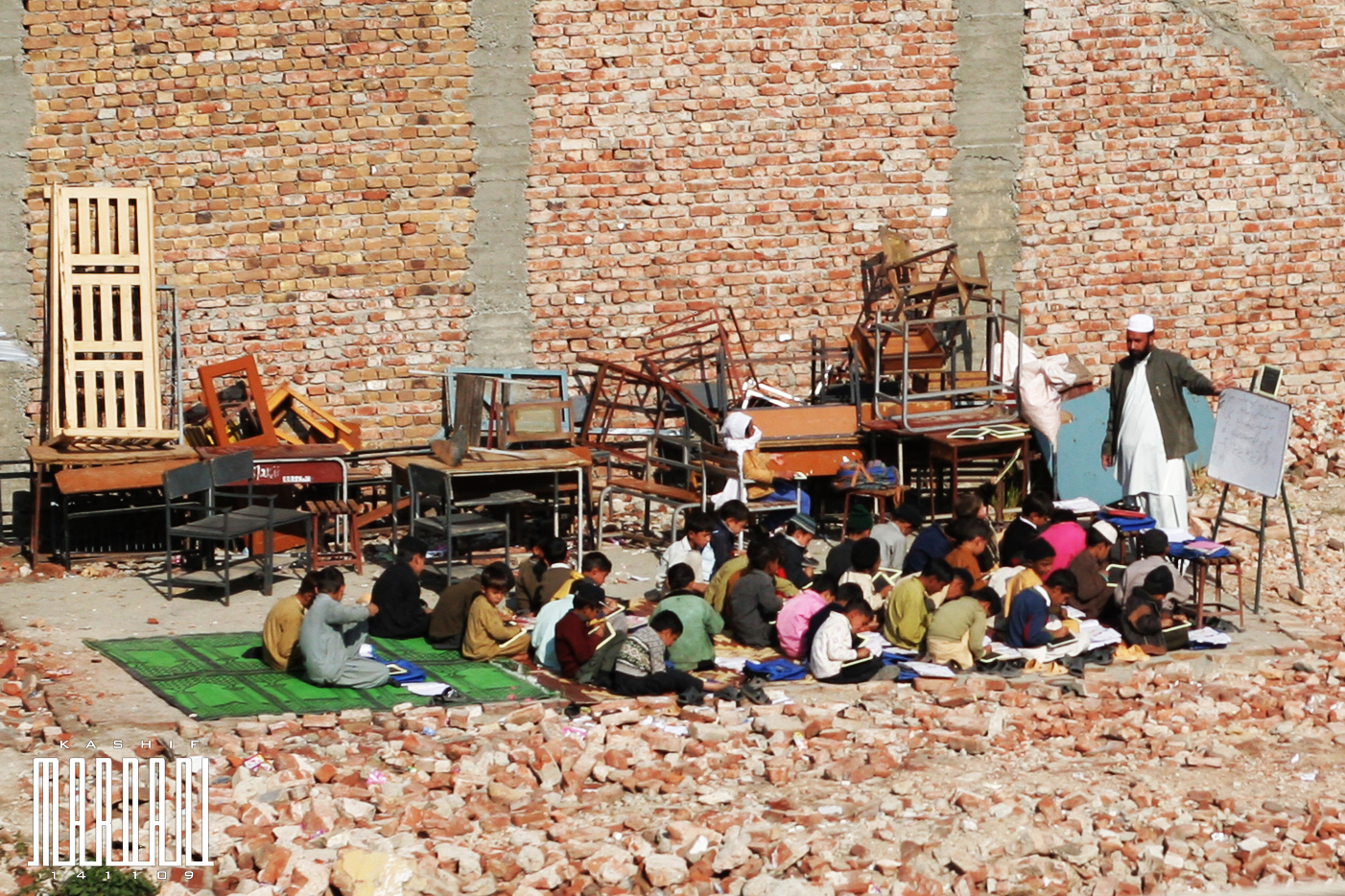
Une classe pour garçons dans une école primaire en ruine, à Mingora.

La région a subi de lourds dégâts dus à l'occupation talibane et aux combats qui se sont ensuivis. Les insurgés ayant poursuivi un programme visant à supprimer l'éducation, plus particulièrement pour les filles, il n'est pas étonnant que 400 écoles aient été détruites ou endommagées. Environ un quart des écoles de la région ont ainsi été détruites, 70 % étant réservées aux filles. Les postes de police et bâtiments de l'administration ont aussi été pris pour cible. Quelque 8 500 maisons, magasins ou hôtels ont également été détruits ou endommagés, notamment lors des bombardements de l'armée. Elle a pris part à la reconstruction, mais celle-ci est très ralentie par manque de fonds. Les besoins de financement s'élèveraient à près de 17,5 millions d'euros.
Le gouvernement a mis en place un programme d’indemnisation des habitants qui ont tout perdu dans les combats, dont notamment les paysans. Toutefois, un an plus tard, les sommes effectivement versées seraient très faibles.

## Conséquences

### Répercussion sur le conflit
Cette opération est considérée comme un succès, contrairement à celles menées auparavant. La forte présence militaire et le retour rapide des déplacés ont conduit à une meilleure confiance de la population envers les autorités, et surtout envers l'armée. L'opération a également marqué une radicalisation des autorités, qui ont officiellement procédé à l'expulsion de familles des talibans. En mai 2010, ces derniers continueraient de se cacher dans le district et beaucoup d'entre eux ont fui dans tout le pays, et notamment dans des grandes villes. Le 11 septembre 2009, l'armée annonce avoir capturé cinq importants membres du TNSM. Le 11 janvier 2010, Hayatullah, un chef commandant taliban du Tehrik-e-Taliban Pakistan (TTP) anciennement basé dans le Swat, est arrêté à Karachi.
Cette opération est aussi la première d'une série : en octobre 2009, l'armée lance une vaste offensive dans le Waziristan du Sud contre le TTP, le principal mouvement taliban opposé aux autorités. Ces deux opérations sont les plus importantes de l'insurrection islamiste au Pakistan, chacune ayant mobilisé quelque 30 000 soldats.

### Évolution de la situation

#### Sécurité

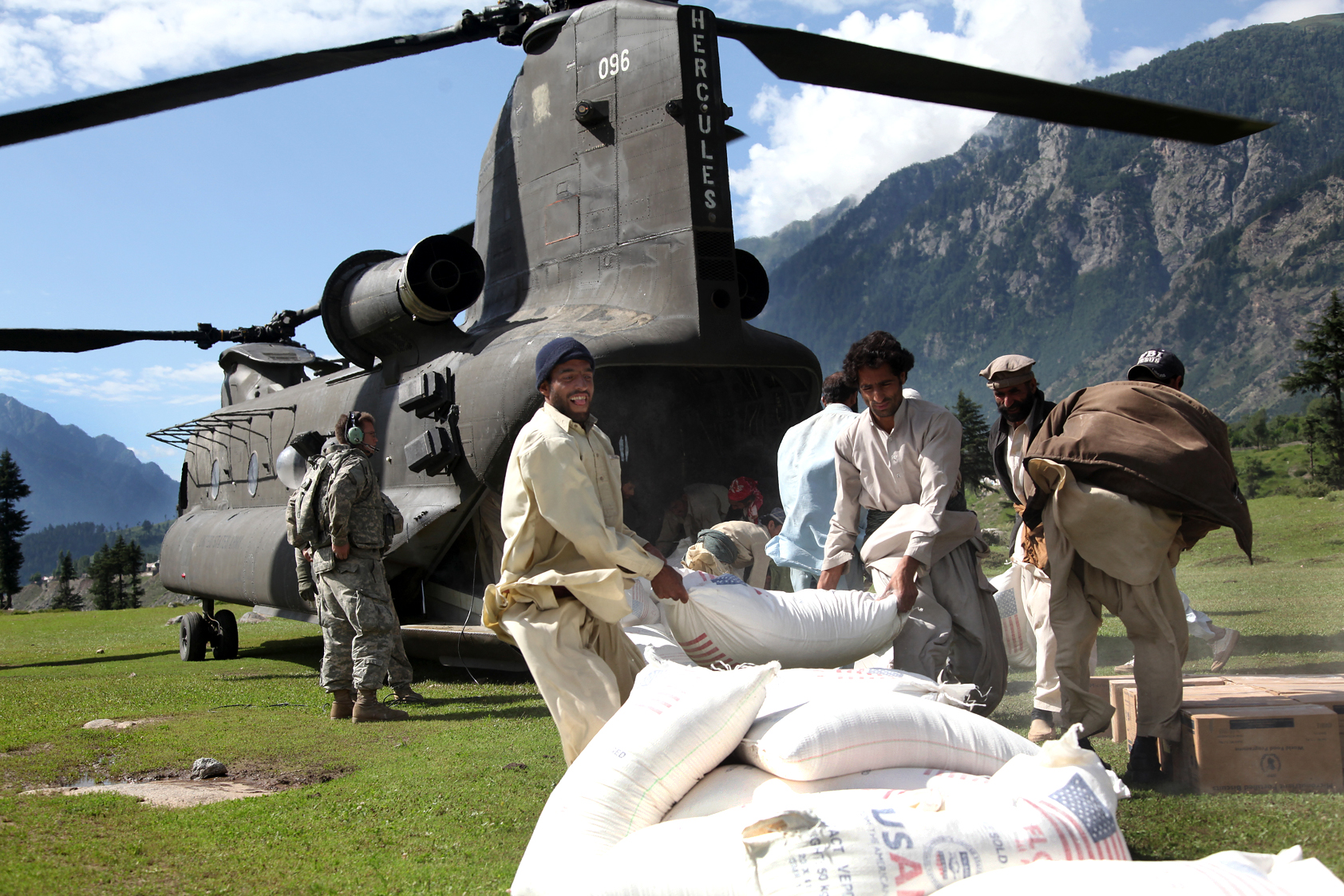
Des soldats pakistanais déchargent de l'aide humanitaire d'un hélicoptère de l'armée américaine lors des inondations de 2010 dans la vallée.

À la fin de 2010, plus d'un an après le début de l'offensive, quelque 50 000 soldats sont déployés dans le district, soit les 19e et 37e divisions d'infanterie de l'armée. L'opération est en partie un succès en ce qu'elle a mis fin au régime imposé par les militants islamistes. Toutefois, l'insécurité demeure dans certaines zones rurales, et il y a quelques combats sporadiques. La population craint toujours le retour des talibans si l'armée quittait de nouveau la région, comme ce fut le cas en 2007-2008. En effet, les militaires ne pourront pas maintenir leur forte présence indéfiniment. En 2010, près de 7 000 policiers sont employés dans le district, et les autorités ont annoncé début 2010 l'embauche de mille policiers supplémentaires dans la division de Malakand, qui comprend le district de Swat. En effet, le développement des forces de sécurité civiles est un enjeu majeur pour le retour à la sécurité, ces dernières ayant été incapables de protéger la population depuis 2007.
Fin novembre 2010, l'armée annonce le retrait progressif de la 37e division, ce qui impliquerait le départ de la moitié des soldats déployés dans le district. Cependant, selon des rapports des services secrets, les insurgés du district de Swat se seraient regroupés dans l'agence de Mohmand dans le but de lancer une nouvelle offensive dans la vallée au printemps 2011. L'armée procèderait alors au redéploiement d'unités de combat dans le nord du district. Des incidents ont pourtant régulièrement lieu dans la vallée et les élèves sont particulièrement menacés : trois écoles ont notamment été détruites entre fin 2009 et fin 2010, et c'est aussi dans la vallée que la militante adolescente Malala Yousafzai a été gravement blessée le 9 octobre 2012 à la sortie de son école.
Malgré l'amélioration de la sécurité, un attentat-suicide tue onze soldats à Kabal en février 2018, alors que 6 000 militaires sont toujours déployés dans le district, et un journaliste est assassiné à Matta en février 2020,.

#### Reconstruction

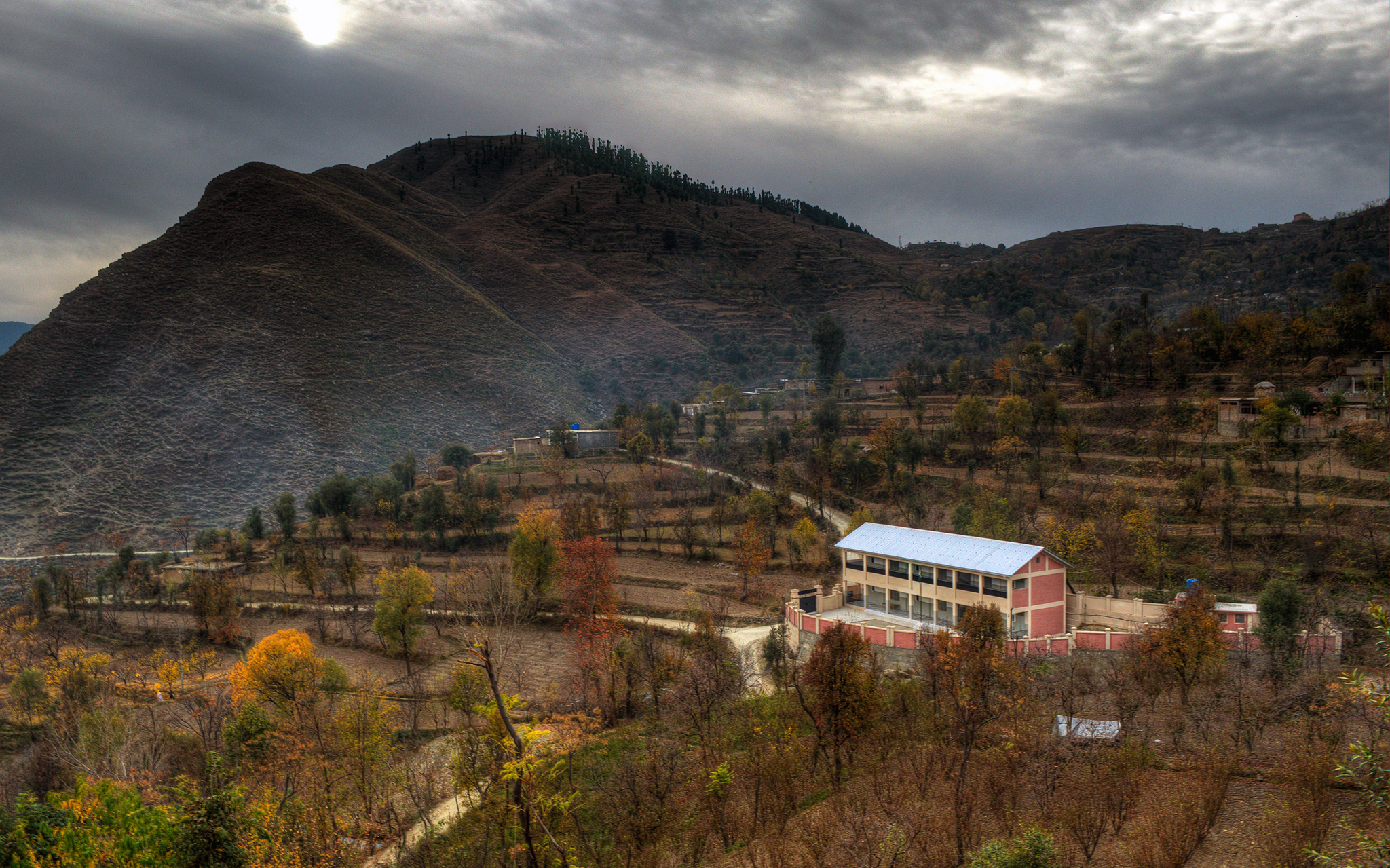
École pour filles en construction, en 2014.

En revanche, le processus de reconstruction reste lent et a en plus été mis à mal par les inondations de juillet et août 2010 qui ont très durement touché la vallée. En avril 2010, la reconstruction d'au moins la moitié des 400 écoles détruites pendant l'occupation talibane n'a pas encore commencé, de même qu'un certain nombre d'autres bâtiments publics, comme des postes de police. Face à la carence des autorités et aux manques de fonds, des ONG ont pris en charge certaines réparations et ont mis en place des écoles en préfabriqués. En 2017, dix-huit écoles n'ont toujours pas été reconstruites, dont quinze écoles pour filles. 
En mai 2010, le premier ministre Youssouf Raza Gilani se rend dans la vallée et y annonce notamment la création de l'université de Swat à Saidu Sharif, qui commence à fonctionner à la rentrée suivante, et compte 4 000 étudiants en 2017,.
En 2010, des touristes nationaux recommencent à fréquenter la vallée, montrant ainsi un certain retour à la sécurité alors que le tourisme a été autrefois une importante source de revenus pour les habitants. En janvier 2011, des compétitions de ski sont organisées pour la première fois depuis que les insurgés ont pris le contrôle des stations en 2006. Toutefois, les remontées mécaniques ne seront reconstruites qu'en 2016 et l'hôtel en 2020,,.

### Biographie
- « Géopolitique du Pakistan », Hérodote, no 139,‎ 4e trimestre 2010
- (en) Dr Noor-Ul-Haq, Dr Ahmad Rashid Malik et Margis Zahra, The Operation Rah-e-Rast, Islamabad Policy Research Institute, juin 2009, 165 p., Pdf (lire en ligne)